# Pogonembia motaguae
Pogonembia motaguae är en insektsart som beskrevs av Ross 2003. Pogonembia motaguae ingår i släktet Pogonembia och familjen Anisembiidae. Inga underarter finns listade i Catalogue of Life.